# Atlantic (Iowa)
Atlantic es una ciudad en el Condado de Cass, Iowa, Estados Unidos, así como el Río Nishnabotna oriental. Su población era de 7.257 de acuerdo con el Censo 2000.

## Geografía
Atlantic se encuentra localizado en 41°24′5″N 95°0′39″O / 41.40139, -95.01083 (41.401404, -95.010867).
De acuerdo con la Oficina del Censo de los Estados Unidos, la ciudad tiene un área total de 8,2 millas cuadradas (21,2 km²), de las cuales, 8,1  millas cuadradas (21,1 km²) son de tierra y 0,04 millas cuadradas (0,1 km²) son de agua (0.37%).

## Poblaciones cercanas
El siguiente diagrama muestra las poblaciones en un radio de 20 km alrededor de la ciudad de Atlantic.

## Demografía
Según el Censo de 2000, había 7.257 habitantes, 3.126 casas y 1.969 familias residiendo en la ciudad. La densidad de población era de 890,4 personas por milla cuadrada (343,8/km²). Había 3,354 unidades habitacionales con una densidad promedio de 411,5/mi cuadradas (158,9/km²). La composición racial de la ciudad era de un 98,65% de blancos, un 0,25% de afroamericanos, un 0,12% de amerindios, un 0,22% de asiáticos, 0,06% de nativos del Pacífico, un 0,41% de otras razas, y un 0,29% de dos o más razas. Los hispanos o latinos de cualquier raza eran el 0,79% de la población.
Había 3.126 familias de las cuales el 28,5% tenía hijos menores de 18 años viviendo con ellos, el 51,0% eran parejas casadas que no estaban separadas, el 8,8% tenía a una mujer soltera a cargo de la familia y un 37,0% no eran familia. El 33,7% de todas las casas estaban constituidas por individuos y un 18,0% tenía a alguien viviendo por su cuenta y que era mayor de 65 años. El tamaño promedio de las unidades familiares era de 2,22 y el tamaño promedio de las familias era de 2,81.
La composición de la población de la ciudad era de un 23,0% de menores de 18 años, un 7,4% de personas entre 18 y 24 años, un 24,3% de personas de 25 a 44 años, un 22,3% de personas de 45 a 64 años y un 23,0% que tenían 65 o más años de edad. La media de edad era de 42 años. Por cada 100 mujeres había 89,3 hombres. Por cada 100 mujeres de 18 años o más, había 83,5 hombres.
La media de ingresos por unidad familiar de la ciudad era de unos $33.370, y la media de ingresos por familia era de unos $41.168. Los hombres tenía un ingreso medio de unos $30.691 comparado con uno de $20.271 para las mujeres. La renta per cápita de la ciudad era de unos $17.832. Cerca de un 6,3% de las familias y un 12,1% de la población general estaban por debajo de la línea de pobreza, incluyendo un 17,5% de aquellos menores de 18 años y un 10,6% de aquellos con 65 años o más.
La ciudad de Atlantic, Iowa es una de las comunidades de Iowa más pequeñas en tener un periódico de publicación diaria - El "Atlantic News Telegraph".
La ciudad de Atlantic también cuenta con tres emisoras de radio.
96.5 KSOM que emite música country, Paul Harvey, Información agraria, noticias locales, deportes del estado de Iowa y NASCAR.
KSWI 95.7 que emite música rock clásica y los deportes de la escuela secundaria de Atlantic.
KJAN 1220AM que emite contenido adulto contemporáneo.

## Historia

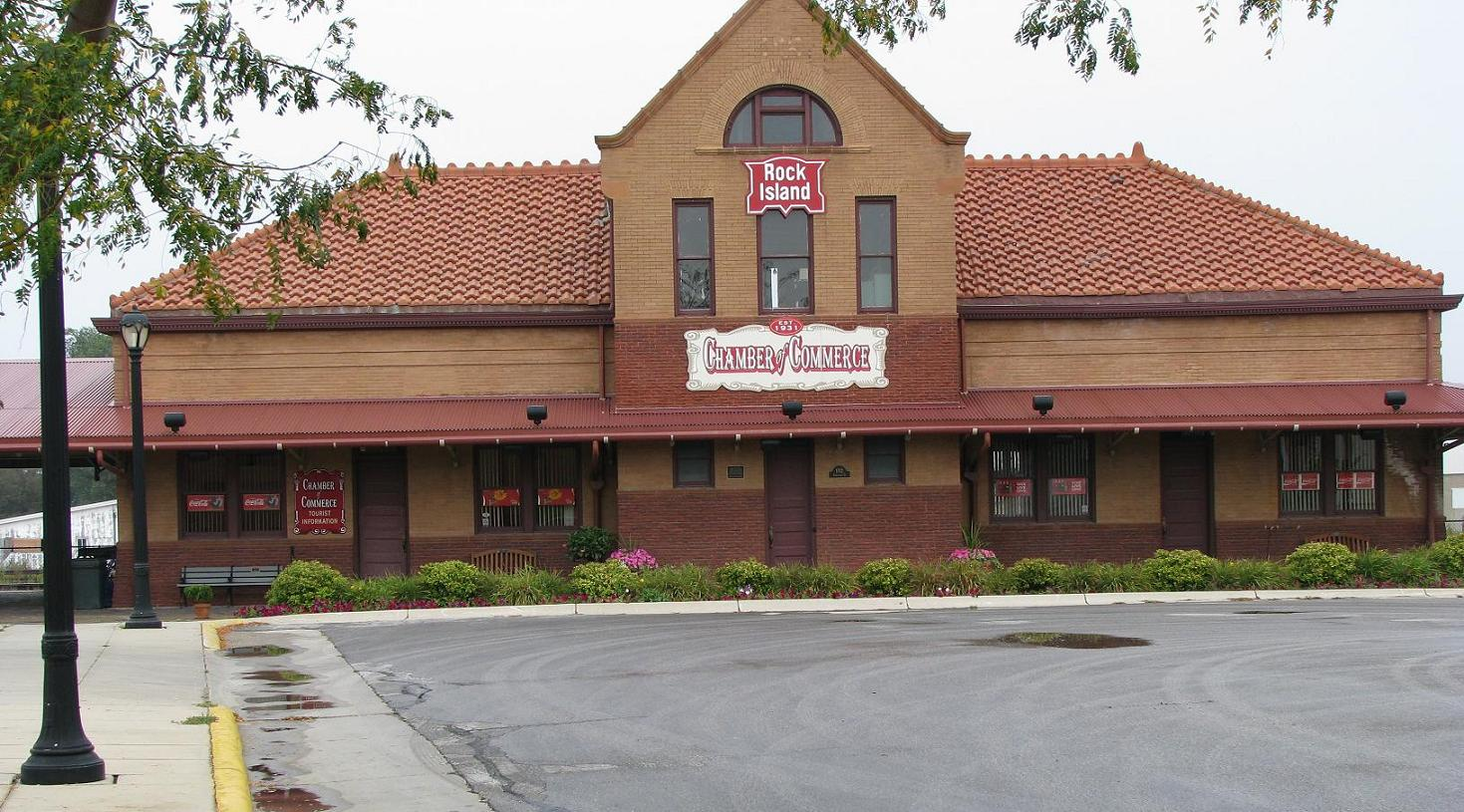
Atlantic, Antiguo depósito de la estación de trenes "Iowa Rock Island"

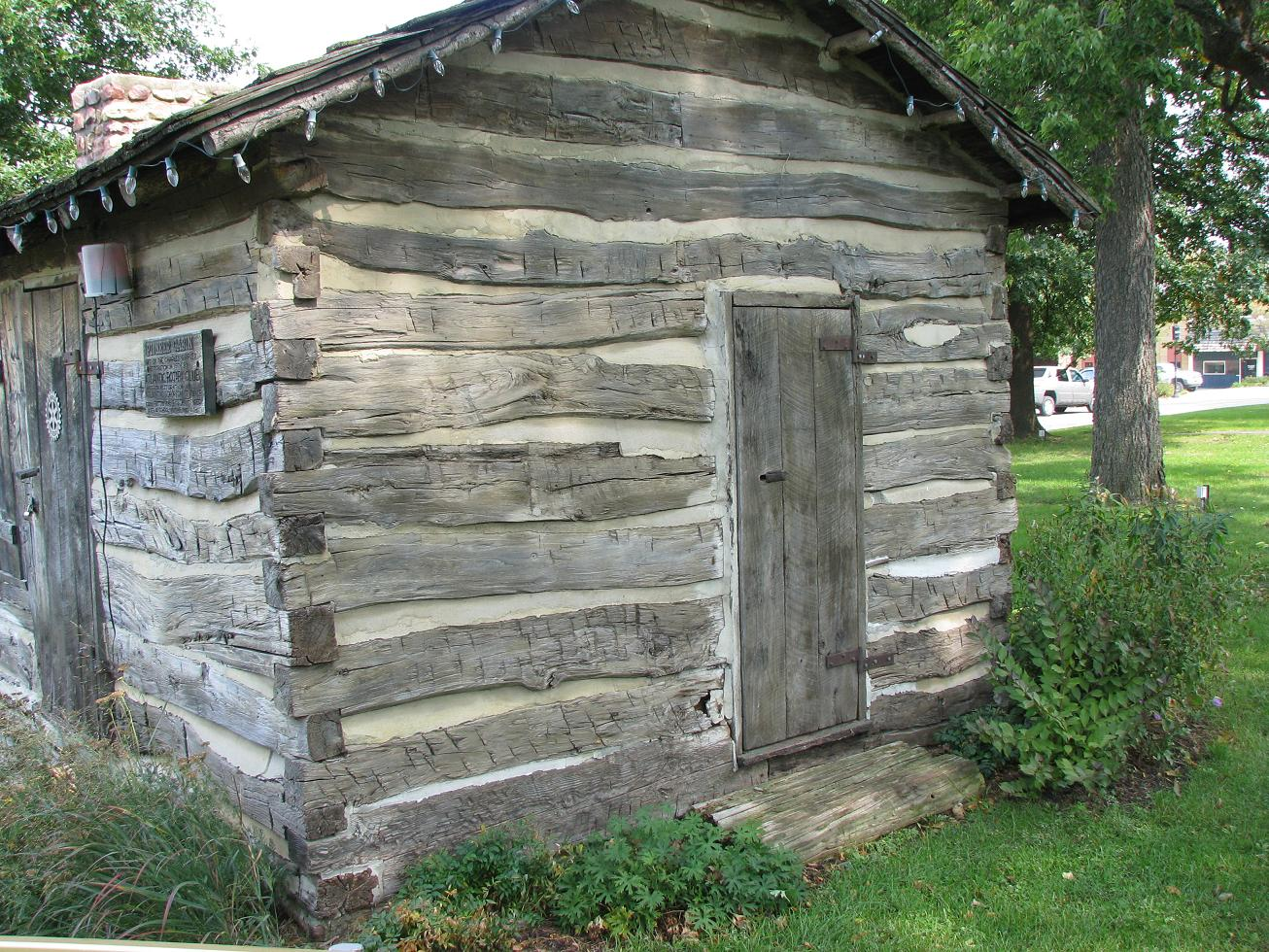
Cabaña de troncos, Atlantic, Iowa

La ciudad de Atlantic fue fundada en octubre de 1868 por Franklin H. Whitney, B.F. Allen, John P. Cook, Connie F. Beemer y otros. Aunque los historiadores no se ponen de acuerdo sobre cómo la ciudad de Atlantic obtuvo su nombre, la leyenda local cuenta que los fundadores pensaron que la ciudad se encontraba a mitad de camino entre el océano Pacífico y el océano Atlántico, así que decidieron lanzar una moneda y, por supuesto, Atlantic (el océano Atlántico) ganó. La cercanía al ferrocarril de "Rock Island" fue de importancia al decidir el actual emplazamiento de la ciudad, y hasta el día de hoy, la vieja estación se encuentra al norte de la calle Chestnut. Hoy, la vieja estación sirve como las oficinas de la Cámara de Comercio.

“A Link With the Past (Una cita de la placa enfrente de la cabina que significa en español: "un enlace con el pasado").

Esta cabaña de troncos de 14 por 18 pies fue construida por John Gingery en 1863 en lo que se llamaba "Five Mile Grove" (el bosque de las cinco millas) que se encuentra a dos millas al noroeste de la ciudad de Atlantic. John salió del condado de Stark en donde él se había criado y había sido un maestro de escuela. Él tenía veintiséis años cuando llegó, cuando apenas se estaba organizando el condado de Cass. Fue contratado por el condado de Cass para realizar trabajos adiministrativos en la organización del condado.

John Gingery se casó con Mary Hyatt proveniente del condado de Audubon, Iowa el 28 de abril de 1866.  La pareja tuvo diez hijos y todos nacieron en la cabaña de troncos a excepción de su décimo y más joven de sus hijos. Esta cabaña también pudo haber sido usada como una escuela en Pymosa Township hasta el año de 1868, cuando una escuela fue construida para tal efecto.

La cabaña estuvo en la granja Gripple al noroeste de la ciudad de Atlantic cuando el Club de los Rotarios de la ciudad de Atlantic se interesó en su preservación y restauración como un proyecto por el bicentenario del club en el año de 1976.  Los rotarios y los niños exploradores de la tropa 60 desmantelaron la cabaña y numeraron cada tronco para luego reconstruirla. La asociación femenina "Atlantic Soroptimists" se encargó de amueblar la cabaña tal como lo estuvo originalmente. El club de los rotarios de la ciudad de Atlantic, tenía la esperanza de que esta cabaña "representara la historia del condado de Cass y del estado de Iowa.”

Otra historia que se cuenta acerca de la ciudad de Atlantic es la de la manera en que su calle principal se encuentra localizada. Alguien le preguntó a Whitney dónde deberían localizarla. Él marcó el centro en la actual calle 6 y la calle Chestnut y luego aró dos surcos de 100 pies (30,5 m) hasta la línea del tren, al norte de la calle 2.